# GIRLS LOCKS!
GIRLS LOCKS!（ガールズ・ロックス）はTOKYO FMをキーステーションにJFN系38局で放送されているラジオ番組『SCHOOL OF LOCK!』にて放送されている授業（コーナー）。
単独番組であった『GIRLS LOCKS! SUNDAY』、「GIRLS LOCKS!」の発展形として放送された新垣結衣の『ガッキーLOCKS!』についてもここで扱う。

## 概要
月曜 - 木曜の22:20頃から約10分間放送。若手女性パーソナリティが「理想の同級生」として、「時代のカギを握る女子クラス」に登校するという設定で授業を担当する。パーソナリティは「ガールズ」と呼ばれる。
パーソナリティは、月曜 - 木曜の4日通しで登場し、週替わりで担当。
基本的に「男子禁制」だが、度々男性ゲストが登場するなど、緩和的要素が含まれている。
「新入生（新たにGIRLS LOCKS!を担当するパーソナリティ）」は、自己紹介がてら「小テスト」を必ず初日の授業で受ける。また、新入生でなくても「小テスト」を新学期初日の授業で受けることになっている。
2006年10月より、第4週目にYUI LOCKS!が開始し、月に3(4)週の放送となる。
2007年4月から月に4(5)週の放送に戻る。
2015年10月より、第4週目がARTIST LOCKS!となり、月に3週の放送となる。
2017年4月より、第4週目がGIRLS LOCKS!に戻るが、第1週目、第2週目がARTIST LOCKS!となり、月に2週の放送となる。
2020年2月3日、生放送授業にて、同年3月をもって「GIRLS LOCKS!」を含む、22:20 - 22:30の枠が終了することが発表された。3月26日の「髙橋ひかるのGIRLS LOCKS!」をもってGIRLS LOCKS!は一旦休講となった。
2020年4月から2021年3月まで、同時間では生放送授業が放送されていたが、「期間限定LOCKS!」として復活したことがあった。同項参照。
2021年4月より、月に4週の放送に戻し、1年振りに再開講。それに加え、2021年5月の5週目にはBOYS LOCKS!を放送。
2022年3月を以って、1週目担当の山之内すずが卒業、それ以外の3名は講師に昇格（「ARTIST LOCKS!」に統合）という形で「GIRLS LOCKS!」は休講となった。
| 時期       | 時期       | 1週目                         | 2週目                         | 3週目                         | 4週目                         | 5週目                         | 金 22:15〜         | 金 22:30〜            | 金 23:30〜        | 日 23:30〜        |
| ---------- | ---------- | ----------------------------- | ----------------------------- | ----------------------------- | ----------------------------- | ----------------------------- | ------------------ | --------------------- | ----------------- | ----------------- |
| 2005年10月 | 2006年1月  | 香椎由宇                      | 榮倉奈々                      | 堀北真希                      | 栗山千明                      | 貫地谷しほり                  | 鈴木杏             | 鈴木杏                | (別番組)          | (別番組)          |
| 2006年2月  | 2006年3月  | 香椎由宇                      | 榮倉奈々                      | 堀北真希                      | 栗山千明                      | (5週目なし)                   | 鈴木杏             | 鈴木杏                | (別番組)          | (別番組)          |
| 2006年4月  | 2006年4月  | 香椎由宇                      | 榮倉奈々                      | 堀北真希                      | 栗山千明                      | (5週目なし)                   | (校則LOCKS!)       | (学校の英雄)          | (別番組)          | (別番組)          |
| 2006年5月  | 2006年6月  | 香椎由宇                      | 榮倉奈々                      | 堀北真希                      | 栗山千明                      | 成海璃子                      | (校則LOCKS!)       | (学校の英雄)          | (別番組)          | (別番組)          |
| 2006年7月  | 2006年9月  | 香椎由宇                      | 榮倉奈々                      | 堀北真希                      | 栗山千明                      | 成海璃子                      | (応援LOCKS!)       | (学校の英雄)          | (別番組)          | (別番組)          |
| 2006年10月 | 2007年3月  | 新垣結衣                      | 榮倉奈々                      | 堀北真希                      | (YUI LOCKS!)                  | 成海璃子                      | (応援LOCKS!)       | (学校の英雄)          | (別番組)          | 香椎由宇 栗山千明 |
| 2007年4月  | 2008年3月  | 新垣結衣                      | 榮倉奈々                      | 堀北真希                      | 戸田恵梨香                    | 成海璃子                      | (応援LOCKS!)       | (学校の英雄)          | 栗山千明          | (別番組)          |
| 2008年4月  | 2009年1月  | 榮倉奈々                      | 堀北真希                      | 新垣結衣                      | 戸田恵梨香                    | 成海璃子                      | (応援LOCKS!)       | (学校の英雄)          | 栗山千明          | (別番組)          |
| 2009年2月  | 2009年5月  | 榮倉奈々                      | 堀北真希                      | 新垣結衣                      | 北乃きい                      | 成海璃子                      | (応援LOCKS!)       | (学校の英雄)          | 栗山千明          | (別番組)          |
| 2009年6月  | 2009年6月  | 榮倉奈々                      | 桜庭ななみ                    | 新垣結衣                      | 北乃きい                      | 成海璃子                      | (応援LOCKS!)       | (学校の英雄)          | 栗山千明          | (別番組)          |
| 2009年7月  | 2009年7月  | 榮倉奈々                      | 桜庭ななみ                    | 新垣結衣                      | 北乃きい                      | (5週目なし)                   | (応援LOCKS!)       | (学校の英雄)          | 栗山千明          | (別番組)          |
| 2009年8月  | 2009年8月  | 榮倉奈々                      | 桜庭ななみ                    | 新垣結衣                      | 北乃きい                      | 新垣結衣 (別冊)               | (応援LOCKS!)       | (学校の英雄)          | 栗山千明          | (別番組)          |
| 2009年9月  | 2010年9月  | 榮倉奈々                      | 桜庭ななみ                    | 新垣結衣                      | 北乃きい                      | (生放送授業)                  | (応援LOCKS!)       | (学校の英雄)          | 栗山千明          | (別番組)          |
| 2010年10月 | 2010年10月 | ねごと                        | 桜庭ななみ                    | 板野友美                      | 北乃きい                      | (生放送授業)                  | (応援LOCKS!)       | (学校の英雄)          | (別番組)          | (別番組)          |
| 2010年11月 | 2010年11月 | ねごと                        | 桜庭ななみ                    | 板野友美                      | 北乃きい                      | 新垣結衣                      | (応援LOCKS!)       | (学校の英雄)          | (別番組)          | (別番組)          |
| 2010年12月 | 2010年12月 | ねごと                        | 桜庭ななみ                    | 板野友美                      | 北乃きい                      | (生放送授業)                  | (応援LOCKS!)       | (学校の英雄)          | (別番組)          | (別番組)          |
| 2011年1月  | 2012年3月  | ねごと                        | 北乃きい                      | 板野友美                      | 新垣結衣 (ガッキー LOCKS!)    | (生放送授業)                  | (応援LOCKS!)       | (学校の英雄)          | (別番組)          | (別番組)          |
| 2012年4月  | 2013年3月  | 剛力彩芽                      | 日南響子                      | 川口春奈                      | 能年玲奈                      | (生放送授業)                  | (応援LOCKS!)       | (セカオワ LOCKS!)     | (別番組)          | (別番組)          |
| 2013年4月  | 2013年8月  | 剛力彩芽                      | 日南響子                      | 川口春奈                      | 能年玲奈                      | 橋本愛                        | (応援LOCKS!)       | (セカオワ LOCKS!)     | (別番組)          | (別番組)          |
| 2013年9月  | 2013年9月  | 剛力彩芽                      | (生放送授業)                  | 川口春奈                      | 能年玲奈                      | 橋本愛                        | (応援LOCKS!)       | (セカオワ LOCKS!)     | (別番組)          | (別番組)          |
| 2013年10月 | 2015年3月  | 剛力彩芽                      | 広瀬すず                      | 川口春奈                      | 能年玲奈                      | (生放送授業)                  | (応援LOCKS!)       | (セカオワ LOCKS!)     | (別番組)          | (別番組)          |
| 2015年4月  | 2015年6月  | 小芝風花                      | 広瀬すず                      | 橋本奈々未                    | 能年玲奈                      | (生放送授業)                  | (応援LOCKS!)       | (セカオワ LOCKS!)     | (別番組)          | (長渕LOCKS!)      |
| 2015年7月  | 2015年9月  | 小芝風花                      | 広瀬すず                      | 橋本奈々未                    | 能年玲奈                      | (生放送授業)                  | (応援LOCKS!)       | (セカオワ LOCKS!)     | (別番組)          | (別番組)          |
| 2015年10月 | 2016年6月  | 小芝風花                      | 広瀬すず                      | 橋本奈々未                    | (きゃりー LOCKS!)             | (生放送授業)                  | (応援LOCKS!)       | (セカオワ LOCKS!)     | (別番組)          | (別番組)          |
| 2016年7月  | 2016年9月  | 小芝風花                      | 広瀬すず                      | 橋本奈々未                    | (きゃりー LOCKS!)             | (生放送授業)                  | (応援LOCKS!)       | (セカオワ LOCKS!)     | (18’s PROJECT!)   | (別番組)          |
| 2016年10月 | 2017年2月  | 永野芽郁                      | 広瀬すず                      | 橋本奈々未                    | (きゃりー LOCKS!)             | (生放送授業)                  | (応援LOCKS!)       | (セカオワ LOCKS!)     | (別番組)          | (別番組)          |
| 2017年3月  | 2017年3月  | 永野芽郁                      | 広瀬すず                      | (生放送授業)                  | (きゃりー LOCKS!)             | (生放送授業)                  | (応援LOCKS!)       | (セカオワ LOCKS!)     | (別番組)          | (別番組)          |
| 2017年4月  | 2017年6月  | (きゃりー LOCKS!)             | (LiSA LOCKS!)                 | 平手友梨奈                    | 永野芽郁                      | (生放送授業)                  | (応援LOCKS!)       | (セカオワ LOCKS!)     | (別番組)          | (別番組)          |
| 2017年7月  | 2018年3月  | (きゃりー LOCKS!)             | (LiSA LOCKS!)                 | 平手友梨奈                    | 永野芽郁                      | (生放送授業)                  | (SOL! 応援部)      | (セカオワ LOCKS!)     | (別番組)          | (別番組)          |
| 2018年4月  | 2018年9月  | (Aqours LOCKS!)               | (LiSA LOCKS!)                 | 平手友梨奈                    | 髙橋ひかる                    | (生放送授業)                  | (SHISHAMO LOCKS!)  | (セカオワ LOCKS!)     | (別番組)          | (別番組)          |
| 2018年10月 | 2019年3月  | (Aqours LOCKS!)               | (LiSA LOCKS!)                 | 平手友梨奈                    | 髙橋ひかる                    | (生放送授業)                  | (SOL! 応援部)      | (セカオワ LOCKS!)     | (別番組)          | (別番組)          |
| 2019年4月  | 2019年9月  | (Aqours LOCKS!)               | (LiSA LOCKS!)                 | 平手友梨奈                    | 髙橋ひかる                    | (生放送授業)                  | (SOL! 応援部)      | (セカオワ LOCKS!)     | (SOL! UNIVERSITY) | (別番組)          |
| 2019年10月 | 2019年12月 | (Aqours LOCKS!)               | (LiSA LOCKS!)                 | 平手友梨奈                    | (生放送授業)                  | (生放送授業)                  | (SOL! 応援部)      | (セカオワ LOCKS!)     | (SOL! UNIVERSITY) | (別番組)          |
| 2020年1月  | 2020年1月  | (Aqours LOCKS!)               | (LiSA LOCKS!)                 | 平手友梨奈                    | 髙橋ひかる                    | (生放送授業)                  | (SOL! 応援部)      | (学校運営戦略会議)    | (サカナ LOCKS!)   | (別番組)          |
| 2020年2月  | 2020年3月  | (Aqours LOCKS!)               | (LiSA LOCKS!)                 | 平手友梨奈                    | 髙橋ひかる                    | (生放送授業)                  | (SOL! 応援部)      | (ブルエン LOCKS!)     | (サカナ LOCKS!)   | (別番組)          |
| 2020年4月  | 2021年3月  | (生放送授業 / 期間限定LOCKS!) | (生放送授業 / 期間限定LOCKS!) | (生放送授業 / 期間限定LOCKS!) | (生放送授業 / 期間限定LOCKS!) | (生放送授業 / 期間限定LOCKS!) | (SOL! 応援部)      | (アレキサンド LOCKS!) | (サカナ LOCKS!)   | (別番組)          |
| 2021年4月  | 2021年4月  | 山之内すず                    | 森七菜                        | 上白石萌歌                    | 景井ひな                      | (5週目なし)                   | (学校運営戦略会議) | (サカナLOCKS!)        | (SOL! 教育委員会) | (別番組)          |
| 2021年5月  | 2021年5月  | 山之内すず                    | 森七菜                        | 上白石萌歌                    | 景井ひな                      | BOYS LOCKS!                   | (2021 夏への約束)  | (サカナLOCKS!)        | (SOL! 教育委員会) | (別番組)          |
| 2021年6月  | 2021年9月  | 山之内すず                    | 森七菜                        | 上白石萌歌                    | 景井ひな                      | (生放送授業)                  | (学校運営戦略会議) | (サカナLOCKS!)        | (SOL! 教育委員会) | (別番組)          |
| 2021年10月 | 2021年10月 | 山之内すず                    | 森七菜                        | 上白石萌歌                    | 景井ひな                      | (5週目なし)                   | (SOL! 応援部)      | (サカナLOCKS!)        | (SOL! 教育委員会) | (別番組)          |
| 2021年11月 | 2021年11月 | 山之内すず                    | 森七菜                        | 上白石萌歌                    | 景井ひな                      | (期間限定LOCKS!)              | (SOL! 応援部)      | (Ado LOCKS!)          | (SOL! 教育委員会) | (別番組)          |
| 2021年12月 | 2021年12月 | 山之内すず                    | 森七菜                        | 上白石萌歌                    | 景井ひな                      | (5週目なし)                   | (SOL! 応援部)      | (RAD LOCKS!)          | (SOL! 教育委員会) | (別番組)          |
| 2022年1月  | 2022年3月  | 山之内すず                    | 森七菜                        | 上白石萌歌                    | 景井ひな                      | (期間限定LOCKS!)              | (SOL! 応援部)      | (サカナLOCKS!)        | (SOL! 教育委員会) | (別番組)          |

## すでに終了したもの

### 月曜日 - 木曜日 1 - 4週目

#### 香椎由宇のGIRLS LOCKS!
パーソナリティーは香椎由宇。番組開始時（2005年10月3日）から2006年9月7日まで、毎月1週目に放送されていた。全48回。
担当の部活は写メ部。香椎は写メ部部長を務めていた。
香椎はMUSIC ON! TV内の「ナンバーワンTV」のVJを担当していたこともあり、2つの番組がコラボレートした。
『GIRLS LOCKS! SUNDAY』担当講師になるため、2006年9月7日の放送をもって終了。後任は新垣結衣。

#### 榮倉奈々のGIRLS LOCKS!
パーソナリティーは榮倉奈々。番組開始時（初回は2005年10月10日）から2008年3月までは毎月2週目に、同年4月から2010年9月9日までは毎月1週目に放送されていた。全238回。
愛称は、榮倉奈々様、榮倉様、榮倉ちゃん。
榮倉はモデル部部長を務めていた。
「水曜日は『ワッショイ学園ワッショイ組』をレギュラーでやる!」と宣言したが、結局レギュラー企画にはならなかった。最近は3文字しりとりで生徒と逆電で対決したり、サイクロンマスクさんとの企画サイクロンタイフーンを始めるなど、様々な企画を行っていた（校長、教頭はサイクロンタイフーンに関しては遺憾の意を表しているが、後に校長は諦めた）。
また2006年度夏季編成で、榮倉が主演したダンドリ。〜Dance☆Drill〜に絡んで、同年9月の放送では共演した加藤ローサが客演した。また、主題歌となった『SHAMROCK』関連でUVERworldもゲストとして出演したこともある。他には映画で共演したEXILEの眞木大輔（MAKIDAI）や林直次郎（平川地一丁目）、親交の深い絢香(後に講師の1人に)、出演したドラマ主題歌・PV出演と関わりの深かったROCK'A'TRENCHが登場した。また新垣結衣とは違うみこし隊（教頭だけがかついでいる）が登場し、こちらはみこし隊解散後もしばらく続いていた。
榮倉は毎年生放送教室に来ていたが2008年はドラマの関係上、来ることができなかった。代わりに教頭が大好きなPerfumeを今度生放送教室に来るように説得した。
2007年4月9日のGIRLS LOCKS!は榮倉奈々が休みでピンチヒッターとして上戸彩が担当した。
2007年8月14日のGIRLS LOCKS!にて榮倉奈々と教頭との相性を調べた結果、教頭の脳の内側に「H」といったアルファベット1字が多く出現した。結果上、お互いに両思いだったことがわかった。2008年1月16日のGIRLS LOCKS!にて今まで王座に輝いていた「三文字しりとり」だったが、同じ単語を2度言ったため王座を奪われた。その後「三文字しりとり強い人」扱いで対戦を続けるも勝率は低く、2009年の初試合（新ルール追加、敗北）で教頭から「強い人」時代も終わったと判断されたが、その後は勝ちが多い。
2010年9月9日の放送をもって終了。榮倉は同月22日に生放送教室に登場し卒業した。後任はねごと。

#### 堀北真希のGIRLS LOCKS!
パーソナリティーは堀北真希。番組開始時（初回は2005年10月17日）から2008年3月までは毎月3週目に、2008年4月から2009年5月14日までは毎月2週目に放送されていた。全174回。
堀北は図書部部長を務めていた。
他のガールズと比べて真面目な性格・雰囲気なので、校長と教頭から学級委員長的な扱いをされていた。また、校長は堀北のことを“まきんぽ”と呼んでおり、校長がそう呼ぶとほぼ毎回教頭が「堀北真希さんね」と訂正を入れていた。校長はウィキペディアの堀北真希の項目に「別名 まきんぽ」と書かれていたことを度々ネタにしており、2008年8月の放送で「ウィキペディアに書いてあるらしいから見てみよう」と言っていたが、該当部分が放送後に削除されたことを知っての発言なのかは不明。番組内で堀北を“まきんぽ”と呼んだことがあるのは新垣結衣やPerfume、ゲスト出演したドラえもんなど。2008年4月には、いつも訂正を入れている教頭が初めて“まきんぽ”と呼んだ。
堀北がドラマ『野ブタ。をプロデュース』に出演していた縁もあって、修二と彰がコメント出演したことがある。
逆電の成功率が低かった（生徒がケータイの電源を落としている、またはエリア外）ものの、終盤は逆電の引きが強くなった。
本人が絵を描くのが苦手ということで、画力上達のため生徒から届いた絵描き歌に挑戦する「お絵かきLOCKS! えかきうたMIX!」というコーナーがあった。コーナー終了後に絵を見た校長と教頭から「ひどい」といわれることもしばしば。2009年3月のコーナー内で「（判断力などは身に付いたが）絵の腕が上達している気がしない」と言った。
他のメンバーが「ガールズ・ロック」とコールするのに対し、堀北だけ「ガールズ・ロックス」とコールしていた。
2009年5月8日の学校運営戦略会議において、堀北のガールズ卒業が発表され、同月14日をもって終了。後任は桜庭ななみ。

#### 桜庭ななみのGIRLS LOCKS!
パーソナリティーは桜庭ななみ。堀北真希のGIRLS LOCKS!終了に伴い、2009年6月8日に開始。以降2010年12月16日まで、毎月2週目に放送されていた。全76回。
桜庭は天文部部長を務めていた。
愛称は職員の1人により命名された「ななみん」であるが、校長はたびたび「桜庭VSホイス・グレイシー」などと変な愛称を考案し、教頭に突っ込まれるのが毎回恒例となっていた。
先輩・堀北同様に、逆電の成功率が非常に低く、1日6回逆電を行ったにもかかわらず、1人も電話に出なかったこともある。また、開始後結成された自身所属のユニット・bump.yの曲を放送することがあった。
桜庭のガールズ卒業に伴い、2010年12月16日の放送をもって終了。2011年1月の席替え（改編）で後任は置かれず、毎月4週目担当だった北乃きいがスライドして毎月2週目を担当することになった。

#### 栗山千明のGIRLS LOCKS!
パーソナリティーは栗山千明。番組開始時（初登場は2005年10月24日）から2006年9月28日までの1年間、毎月4週目に放送されていた。全48回。
栗山はマンガ部部長を務めていた。
栗山が映画キル・ビルに出演していたこともあってか、オープニングテーマは布袋寅泰の「BATTLE WITHOUT HONOR OR HUMANITY」だった。
『GIRLS LOCKS! SUNDAY』担当講師になるため2006年9月29日で終了。後任はYUI（ARTIST LOCKS!）。

#### 戸田恵梨香のGIRLS LOCKS!
パーソナリティーは戸田恵梨香。YUI LOCKS!が通常のARTIST LOCKS!枠に移動したことに伴い、2007年4月23日に開始。以降2009年1月29日まで、毎月4週目に放送されていた。全88回。
戸田は香椎由宇の跡を継ぎ、2代目写メ部部長となった。
1年目のニックネームはTA（たー）（「T」は戸田の頭文字、「A」は恵梨香の頭文字からとったのだが「A」ではなく「E」と本人が訂正した）だったが、やましげ校長は戸田ちゃんと呼んだりトーダンフィーフィーと呼ぶこともあり、その度にやしろ教頭が訂正していた。ちなみに、トーダンフィーフィーは教頭曰く、欧陽菲菲の要素が強過ぎて、戸田の要素が弱いらしい（その後新垣結衣もトーダンフィーフィーと呼ぶようになり、オフィシャルになりつつあった）。教頭はひどい場合「トランスフォーマー」と呼ぶことがあり（そう呼びたいのを抑えているという）、嫌がって怒る。「トランス―」の由来は2回目のあだ名の公募の際、「トダンスフォーマー」が提案されたことによる。
2008年5月に公募によりあだ名をトッティへと改名した。これによりまた、戸田君とも呼ばれた。また、あだ名がトッティになったことにより生徒から「あだ名が被っている」と言われたが、その生徒に電話で「ノフ」（生徒の本名がノブユキだったため）と新しいあだ名を付けた。
成海璃子と共に生放送教室に来た経験がなかったため、校長・教頭から生放送教室への来校を熱望されていたが、これは卒業直前の2009年1月19日に実現している。
「留学」に伴い、2009年1月に終了。後任は北乃きい。

#### ねごとのGIRLS LOCKS!
パーソナリティーはねごと。榮倉奈々のGIRLS LOCKS!終了に伴い、2010年10月4日に開始。以降2012年3月8日まで、毎月1週目を担当。初の複数人ガールズ。全72回。
初登校のエンディングでは「おやすみなさい」と挨拶（「ねごと」だけに）、校長教頭を“あと3時限残ってるのに！”と唖然とさせた。2011年1月にはついに「“おやすみなさい”を言わないように。生徒達が寝ちゃうから」と2人からお達しが出たが、これには「じゃあ、何と言ったらいいんだろうね」とむくれた。その後も「おやすみなさい」を続けたため、校長教頭もついに匙を投げた。
ねごとのガールズ卒業に伴い、2012年3月8日の放送をもって終了。後任は剛力彩芽。

#### 北乃きいのGIRLS LOCKS!
パーソナリティーは北乃きい。戸田恵梨香のGIRLS LOCKS!終了に伴い、2009年2月23日に開始。以降2010年12月までは毎月4週目に放送されていた。桜庭ななみの卒業に伴い、2011年1月からは放送枠を毎月2週目に移動した。以降2012年3月15日まで放送された。全152回。
北乃は、自身が新設した新聞部の部長を務めた。
ガールズとして登場する前にも、2007年12月17日生放送教室に来校したことがある。
初登校の際、やましげ校長があまりにも可愛さで「寄ってきてる。」と発言したため、2月25日の放送で、本人が「きいこ」とニックネームを公表したのにもかかわらず校長が「北野武」と命名した（同じ読みの「きたの」に掛けた）。しかし「寄る」の意味は不明。3月23日の放送で本人が「北野武」のニックネーム変更を希望し（「“北野武”は散々言われ続けてる」と反論した）、教頭が「俺も子供の頃ずっと“八代亜紀”とやられてたぞ」と賛同したため、3月26日の放送で校長は「ぺきのきい」と命名、その後も「ビートきよし」・「きい武男」などと変な愛称の命名が続く。とーやま校長就任後は、「元気玉」と呼ばれるようになり、前教頭を困らせたが、こちらは本人が気に入ったこともあり徐々に定着していった。
独自企画としては生徒からのリクエストによる様々なシチュエーションでの自己紹介や、留守電逆電を行っている。
2009年6月23・24日には初ゲストとしてBase Ball Bearが、同年8月24・25日には彼女が大ファンだという阿部真央が登場した。
2011年3月は、14日 - 17日に放送を予定していたが、同月11日に発生した東日本大震災の影響で休校となった。また、自身の20歳の誕生日を記念して行われる予定だった「北乃きい GIRLS LOCKS! presents HAPPY BIRTHDAY PARTY」も中止となった。
2011年7月の担当週では台湾に独り旅して来たことを報告。やたらにハイテンションだったため、校長教頭も「何か妙なものを向こうで取り入れて来たのか？」と首をひねった。
最後の1年間は「新聞部スペシャル部員」として荒井萌がたびたび出演した。
北乃の21歳の誕生日となった2012年3月15日に生放送教室に登場、この日をもってガールズを卒業した。後任は日南響子。

#### 板野友美のGIRLS LOCKS!
パーソナリティーは板野友美 （AKB48・当時）。2010年10月の席替えで、毎月5週目に移動した新垣結衣のGIRLS LOCKS!に代わり、同月18日に開始。以降2012年3月22日まで、毎月3週目に放送されていた。全72回。
板野は、校長・教頭の指名によりおしゃれ部部長を務めた。
GIRLS LOCKS!!初登校の際に黒板にてニックネームを「ともちん」と公表した。前田敦子・河西智美など、当時のAKB48のメンバーが出演したこともある。
2012年3月22日の放送をもって板野は卒業。最終放送日では当時の新曲「GIVE ME FIVE!」にちなみ、「ハイタッチで楽しくお別れしたい」と言って終了。後任は川口春奈。

#### 新垣結衣のGIRLS LOCKS!
パーソナリティーは新垣結衣。香椎由宇のGIRLS LOCKS!終了に伴い、2006年10月2日に開始。以降2008年3月までは毎月1週目、同年4月の席替えから2010年9月23日までは毎月3週目、2010年11月は第5週目に放送された。2011年1月24日から2012年3月29日までは講師に昇格して「ガッキーLOCKS!」として第4週目に放送された（詳細は後述）。全198回（ガッキーLOCKS!を含めると258回）。
新垣はウワサ部部長（ガッキーLOCKS!においては顧問）を務めた。
愛称はガッキーのほかに、ゆいぼ、パスン、新垣君。「パスン」という愛称は生徒が掲示板に書き込んだことで一時期使われたが、未だにその由来は不明。
「ガッキーLOCKS!」を含めた新垣の担当5年半（2006年10月 - 2012年3月）は、2015年4月現在も歴代最長である。
2007年10月には、新垣の主演映画「恋空」で共演した三浦春馬がゲストとして登場。2年目にして初ゲストだった。
新垣を“担ぎ上げる”ために男子生徒により結成された「ガッキーみこし隊」が毎回登場し名物となっていたが、2008年1月11日をもって解散し、それに代わって、2008年2月4日から「ワールドガッキーサテライト」がスタートした。だが同年5月分の放送で、新垣がみこし隊の第2期メンバーを募集することを宣言、さらにみこし隊の女子版と言える「フレフレ少女隊」の結成を発表、みこし隊第2期と共に並行してメンバーを募集した。その他にも様々なプロジェクトを立ち上げていた（ちなみにみこし隊は「10万人規模」になることを模索していた）。そのため校長・教頭は「勝手すぎ」と言うこともあった。
2010年7月20・21日放送分では所属事務所の後輩の川島海荷がゲストとして登場。うち21日は「川島海荷のGIRLS LOCKS!」と題して、新垣がディレクターに扮し、川島に無茶振り・駄目出しを連発した。
2010年9月23日をもって丸4年担当したGIRLS LOCKS!としての本来の形での出演は終了（卒業）したものの、2010年11月第5週目に新プロジェクトのための作戦会議の秘密基地として1週限定で放送（3代目閏女子となる）され、その新プロジェクトが『ガッキーLOCKS!』であることが発表された。

##### 別冊 新垣結衣のGIRLS LOCKS!
2009年8月の5週目（8月31日 - 9月3日）、成海璃子卒業後の空教室を利用して、〜特別公開授業 『BALLAD 名もなき恋のうた』 スペシャル in 原宿KDDIデザイニングスタジオ!!〜と題して放送された初の別冊GIRLS LOCKS!。直後に控えた新垣主演の映画『BALLAD 名もなき恋のうた』公開を記念して、初日放送当日の2009年8月31日に東京・原宿のKDDI デザイニングスタジオにおいて公開収録が行われた。公開収録では校長・教頭が司会進行をすることが多いが、このときは新垣が初めて単独で司会進行を担当した。ゲストは同作品を監督した山崎貴。映画のテーマである悲しい恋にちなんで、生徒たちの悲恋のエピソードや生徒オリジナルの『ちょっと悲しい夏のラブバラード』が紹介された。なお、初日は編集が間に合わず、公開収録直後の楽屋で収録のトークを中心に放送された。

##### ガッキーLOCKS!
2010年11月まで「生徒（ガールズ）」としてGIRLS LOCKS!を担当した新垣が、2011年1月24日から「講師」に昇格して担当したコーナー。4週目のGIRLS LOCKS!の時間帯で（教室を借りて）放送された。
2012年3月26日の放送で退任を発表し、同月29日で終了。後任は再びGIRLS LOCKS!として能年玲奈が担当。

#### 日南響子のGIRLS LOCKS!
パーソナリティーは日南響子。北乃きいのGIRLS LOCKS!終了に伴い、2012年4月9日に開始。以降2013年8月15日まで、毎月2週目に放送されていた。全68回。
日南は2013年5月からマンガ部の部長を務めた。
2013年9月、諸都合により急遽卒業することをとーやま校長が発表した。そのため、2013年9月の2週目のGIRLS LOCKS!は打ち切りとなった。また、2012年4月の担当総入れ替えが行われてから最初の卒業となった。後任は広瀬すず。

#### 剛力彩芽のGIRLS LOCKS!
パーソナリティーは剛力彩芽。ねごとのGIRLS LOCKS!終了に伴い、2012年4月2日に開始。以降2015年3月5日まで、毎月1週目に放送されていた。全144回。
剛力は2012年6月、校長からの指名でおしゃれ部部長に、部長の入れ替えが行われた2014年4月からは、マンガ部と図書部が統合されたマンガ・図書部の部長になっていた。
独自コーナーとして自分と同じ「剛力」の名字の生徒を探す「剛力スカウト団」があった。
2013年には、SCHOOL OF LOCK!が主催していた10代限定のロックフェス、『閃光ライオット』の応援ガールを務めた。
2015年3月2日の放送で、剛力がガールズ卒業を発表。同月5日の放送をもって終了となった。後任は小芝風花。

#### 川口春奈のGIRLS LOCKS!
パーソナリティーは川口春奈。板野友美のGIRLS LOCKS!終了に伴い、2012年4月23日に開始。以降2015年3月19日まで、毎月3週目に放送されていた。全144回。
愛称はニコラ時代と同じ「ハルル」。
川口は、2012年5月に校長からの指名で図書部部長に、部長の入れ替えが行われた2014年4月からは、おしゃれ部部長になっていた。
GIRLS就任以前にも、『閃光ライオット2010』の応援ガールを務めた経験がある。
2012年7月3日から9月11日までドラマ『GTO』に出演するため、期間中は火曜日のみ親友である紗也が代行した。
2015年2月19日の放送で、川口がガールズ卒業を発表。同年3月19日の放送をもって終了となった。後任は橋本奈々未。

#### 能年玲奈のGIRLS LOCKS!
パーソナリティーは能年玲奈。ガッキーLOCKS!終了に伴い、2012年4月23日に開始。以降2015年10月1日まで、毎月4週目に放送されていた。全168回。
独自コーナーとして、自分と同じ「能年」の名字の生徒を探す「能年組」と、「惚れさせ男子ごっこ」がある。
能年は2012年の一新当時のレギュラーメンバーの中では唯一部活動に所属していなかったが、2014年3月31日に部長の入れ替えが行われ、写真部部長となった。
不定期に能年が作詞（作曲は不明）したヒップホップ（雰囲気）を披露。
2015年10月1日をもって終了。後任はきゃりーぱみゅぱみゅ（ARTIST LOCKS!）。

#### 小芝風花のGIRLS LOCKS!
パーソナリティーは小芝風花。剛力彩芽のGIRLS LOCKS!終了に伴い、2015年4月6日に開始。以降2016年9月8日まで毎月1週目に放送されていた。全72回。
2016年8月4日の放送で、小芝風花がガールズ卒業を発表。後任は永野芽郁。

#### 橋本奈々未のGIRLS LOCKS!
パーソナリティーは橋本奈々未。川口春奈のGIRLS LOCKS!終了に伴い、2015年4月20日に開始。以降毎月3週目に放送されていた。全92回。
橋本の乃木坂46卒業と芸能界引退に伴い、2017年2月23日をもって終了。後任は平手友梨奈。

#### 広瀬すずのGIRLS LOCKS!
パーソナリティーは広瀬すず。2013年8月に日南響子のGIRLS LOCKS!が急遽終了したことに伴い、同年10月14日に開始。全167回。
以降毎月2週目に放送されていた。
広瀬すずは放送開始の2013年11月から写真部部長に、校長からの指名ではなく自らの立候補で就任した。
なお、橋本愛が部長を務めた写真部とは別に新設された部活動である。2014年3月31日に部長の入れ替えが行われ、新聞部部長となった。
2017年2月16日の放送で、広瀬がガールズ卒業を発表。2017年3月16日の放送をもって終了となった。後任はLiSA（ARTIST LOCKS!）。

#### 永野芽郁のGIRLS LOCKS!
パーソナリティーは永野芽郁。小芝風花のGIRLS LOCKS!終了に伴い、2016年10月3日に開始。2017年3月までは毎月1週目で放送されていた。同年4月からは毎月4週目に放送。2018年3月29日をもって終了した。全72回。後任は髙橋ひかる。

#### 平手友梨奈のGIRLS LOCKS!
パーソナリティーは欅坂46（当時）の 平手友梨奈。橋本奈々未のGIRLS LOCKS!終了に伴い、2017年4月17日に開始。以降毎月3週目に放送されていた。全144回。
- 2017年5月15日 - 5月18日放送分は米谷奈々未が、声に不調がある平手のサポートとして出演。
- 2017年6月25日 - 6月28日放送分は志田愛佳が、声に不調がある平手のサポートとして出演。
- 2018年10月15日 - 10月18日放送分は、米谷奈々未、渡邉理佐が体調不良で欠席の平手の代理として出演。10月17日 - 10月18日放送分は尾関梨香も出演。

2020年1月23日、同日をもって欅坂46を脱退することを当コーナー内で報告、脱退後も出演を継続。
2020年3月19日をもって終了。
SCHOOL OF LOCK! キズナ感謝祭の音声授業パート（事前収録）に出演した。
2021年4月からは毎月第三金曜日の23時台に「平手LOCKS!」が放送されており、平手は「先生」として出演している。

#### 髙橋ひかるのGIRLS LOCKS!
パーソナリティーは髙橋ひかる。永野芽郁のGIRLS LOCKS!終了に伴い、2018年4月23日に開始。毎月4週目を担当。全84回。
2019年10月4日、髙橋が体調不良による年内休養を発表したため、2019年10～12月分の放送は休講となった。2020年1月から放送再開。
- 2019年10月28日 - 10月31日放送分は西脇彩華が体験入学生として担当。
- 2019年11月25日 - 11月28日は生放送教室を放送。
- 12月23日 - 12月27日放送分は、三阪咲が体験入学生として担当。

SCHOOL OF LOCK! キズナ感謝祭では、動画授業パートに出演し、髙橋の卒業式が行われた。
2020年3月26日をもって終了。これをもってGIRLS LOCKS!自体も一旦終了している。

### 山之内すずのGIRLS LOCKS!
パーソナリティーは山之内すず。『GIRLS LOCKS!』の再開講に伴い、2021年4月5日開始。2022年3月10日まで、毎月1週目を担当していた。

### 森七菜のGIRLS LOCKS!
パーソナリティーは森七菜。2021年4月12日開始。2022年3月17日まで、毎月2週目を担当していた。

### 上白石萌歌のGIRLS LOCKS!
パーソナリティーは上白石萌歌（adieu）。2021年4月19日開始。2022年3月24日まで、毎月3週目を担当していた。

### 景井ひなのGIRLS LOCKS!
パーソナリティーは景井ひな。2021年4月26日開始。2022年3月31日まで、毎月4週目を担当していた。

### 月曜日 - 木曜日 5週目 〜閏女子たち〜
番組では毎月第1月曜日からを「1週目」とするため、5週目のない月も多くあり、放送の機会が少ない。そのため、5週目を担当するガールズは「閏女子（うるうじょし）」と呼ばれることがある。

#### 貫地谷しほりのGIRLS LOCKS!
パーソナリティーは貫地谷しほり。2005年10月31日 - 11月3日および2006年1月30日 - 2月2日に放送された。全8回。
わずか2週8回で降板したが、貫地谷自身は2年10か月後にラジオ劇団『小さな奇跡』でJFM系ラジオ番組に復帰。1か月客演を果たした後10か月後に冠番組となった『貫地谷しほりのラジオ劇団・小さな奇跡』で半年間主演（座長）を務めた。この番組での最終週の共演者はSCHOOL OF LOCK!退任直前のやましげ校長＝山崎樹範であった。
後任は成海璃子。

#### 成海璃子のGIRLS LOCKS!
パーソナリティーは成海璃子。貫地谷しほりのGIRLS LOCKS!終了に伴い、2006年5月29日開始。以降2009年7月2日まで、2か月または3か月ごとに累計14週放送。全56回。
成海は演劇部2代目部長を務めた。
週最終日にはラジオドラマを行うため、GIRLS LOCKS!の時間が延長される。（場合によっては22時台すべてを使う場合もある）。愛称は成海璃子たん、リコピン（同名の栄養素から）。また受験の神様で家庭教師役を演じたことから、やしろ教頭からは成海先生と呼ばれることもあった。
席替えを行なった2008年4月からも5週目を担当した。
17歳になる直前の2009年7月2日、成海のガールズ卒業に伴い終了。しかし成海は、やしろ教頭からは復帰を強く望まれていた。後任は置かれなかった。

#### 橋本愛のGIRLS LOCKS!
パーソナリティーは橋本愛。2013年4月29日 - 5月2日、同年7月29日 - 8月1日、同年9月30日 - 10月3日の3週12回にわたって放送された。固定の5週目パーソナリティーは3年10か月ぶりとなった。
橋本は加入と同時に設立の写真部部長に校長から任命された。その写真部では、当時火曜日のARTIST LOCKS!を担当していたBase Ball Bearとコラボレーションを組み、同アーティストによる閃光ライオット2013公式応援ソング「senkou_hanabi」をプロデュース、何かに打ち込んでいる姿やその真剣な表情など、決定的な瞬間おさめた写真を募集し、その写真を使ったミュージックビデオに出演した。なお、この企画を初日に発表したため、恒例の小テストは2日目に行われた。
橋本は2013年9月21日、『 SCHOOL OF LOCK! 秋夜祭 一筆ニューコン宣言 THE FINAL 』に、とーやま校長、よしだ教頭、Base Ball Bearと共に出演、このイベントで、ガールズ卒業が発表された。
同年10月3日、卒業に伴い終了。以降現在まで、固定の5週目ガールズは置かれていない。

#### その他の5週目
成海璃子卒業後、5週目は空き教室として特別授業に使われるようになった。
2009年8月の5週目には新垣結衣の特別公開授業（別冊 新垣結衣のGIRLS LOCKS!）が、11月の5週目には「閃光LOCKS!」が放送された。
2010年3月の5週目はやましげ校長担当の最終週で特別編成が組まれ、5月の5週目は閃光ライオット2010の3次選考通過者紹介になった。
2010年11月の5週目は、9月をもって3週目担当を卒業した新垣結衣が、2011年からの新企画に備えて作戦会議をする秘密基地として放送した。この際、5週目ガールズとしてクレジットされたため、3代目閏女子となった。
これ以外の週では、生放送授業が行われた。

### GIRLS LOCKS! FRIDAY
毎週金曜日は『SCHOOL OF LOCK! FRIDAY』として放送され、「GIRLS LOCKS! FRIDAY」として、月曜日 - 木曜日とは異なる趣で放送されていた。

#### 鈴木杏のGIRLS LOCKS! FRIDAY
パーソナリティーは鈴木杏。2005年10月7日に開始。以降2006年3月31日まで、毎週金曜日22:15 - 22:54に放送されていた。全25回。
鈴木は演劇部初代部長を務めた。そのため毎回、「放課後LOCKS劇場」というラジオドラマを放送していた。基本的に出演者は鈴木杏、やましげ校長、やしろ教頭の3人。校長・教頭の「若干無理のある配役」も特徴。
2006年3月31日の放送をもって、「学校の英雄」「校則LOCKS!」に押し出される形で終了した。

#### 栗山千明のGIRLS LOCKS! FRIDAY
パーソナリティーは栗山千明。『GIRLS LOCKS! SUNDAY』を引き継ぐ形で、2007年4月6日に開始。以降2010年9月24日まで、毎週金曜日23:30 - 23:55に放送されていた。全182回。
栗山は『GIRLS LOCKS! SUNDAY』で講師に昇格したものの、ガールズ時代から変わらずマンガ部部長であった。愛称は栗山先生。
2010年9月、『山崎まさよし GREETING MELODIES』に改変されたことにより終了。

### GIRLS LOCKS! SUNDAY
2006年10月1日から2007年3月まで毎週日曜日23:30 - 23:55に放送されていた単独番組。2006年3月で終了した「GIRLS LOCKS! FRIDAY」を復活させた形で開始した。全25回。
パーソナリティーは、新任講師で、GIRLS LOCKS!を担当していた香椎由宇と栗山千明である。
放送に先立ち未来に残したい手紙「未来レター」を募集、自分の未来を予想する「未来予想部」を設立した。
香椎は4月から7月までの海外研修のため2007年3月25日放送分をもって降板。また番組自体も『SCHOOL OF LOCK! FRIDAY』の23:30 - 23:55枠に移動するため、同日をもって「GIRLS LOCKS! SUNDAY」としての放送は終了し、4月より「栗山千明のGIRLS LOCKS! FRIDAY」となった。
当初番組にはスポンサーがついていなかったが、最後の数週はリクルートがスポンサーとなり、教頭の声で「リクルート presents "SCHOOL OF LOCK! GIRLS LOCKS! SUNDAY"」とアナウンスされた。
時間割
1. 23:30 - 23:31 やましげ校長、やしろ教頭の前説（約1分）
2. 23:31 - 23:41 1限目（香椎と栗山が隔週交代で担当。約10分）
3. 23:41 - 23:43 香椎由宇と栗山千明のクロストーク（約2分）
4. 23:43 - 23:53 2限目「未来予想部」未来レターを読む。（隔週交代。1限目で登場しなかった方が担当。約10分）

## 過去に行われていたコーナー

### GIRLS交換日記
2008年2月から、当時のガールズ5名（新垣、榮倉、堀北、戸田、成海）でスタートした企画。ガールズ同士の交流が少ないことから職員（スタッフ）が考えだした。
毎月ガールズに加えて、男女問わず生徒にも日記を回すというルールがあった。メールフォームを通じて応募した生徒の中から選考されるため、誰が担当出来るかは逆電中に指名されるまで分からない。
交換日記の当選者を発表するのは3週目の担当だが、次の4週目担当に回してしまうこともあった。
1ページ目には、新垣結衣が描いたEXILEの「Choo Choo TRAIN」のグルグル回るダンスの様なポーズを取るガールズ5名のイラストがある。

## 体験入学・期間限定

### 上戸彩のGIRLS LOCKS!
パーソナリティーは上戸彩。2007年4月9日に放送された。

### 八木莉可子のGIRLS LOCKS!
パーソナリティーは八木莉可子。2017年7月31日 - 8月3日に放送された。全4回。

### 吉田凜音のGIRLS LOCKS!
パーソナリティーは吉田凜音。2018年4月30日 - 5月3日に放送された。全4回。

### 西脇彩華のGIRLS LOCKS!
パーソナリティーは西脇彩華。2019年10月28日 - 10月31日に放送された。全4回。

### 三阪咲のGIRLS LOCKS!
パーソナリティーは三阪咲。2019年12月23日 - 12月26日に放送された。全4回。

### 浜辺美波のGIRLS LOCKS!
パーソナリティーは浜辺美波。2020年8月10日 - 8月13日に放送された。全4回。
2020年3月にGIRLS LOCKS!のレギュラー放送が終了して以来、4ヶ月ぶりに放送された。
掲示板は開かれず、メールでメッセージを募集された。小テストや逆電も行われた。
同期間中、22:20頃 - 22:30頃に放送されたが、8月12日のみ「いろんなことが“どうかしている”」事情により、23:00 - 23:05に放送された。

### 武元唯衣と松田里奈のGIRLS LOCKS!
パーソナリティは欅坂46（現・櫻坂46）の武元唯衣と松田里奈。2020年8月27日に放送された。
2人は放送当日、生放送授業にゲストとして出演し、事前予告無しで放送された。
逆電握手会が行われた。

## BOYS LOCKS!
GIRLS LOCKS!の派生授業として、期間限定で第5週目に放送。SOL内の「男子クラス」で授業が行われる。

### 櫻井海音のBOYS LOCKS!
パーソナリティは櫻井海音。2021年5月31日 - 6月3日に放送された。全4回。